# Pedra Maria
Pedra Maria est une localité de Sao Tomé-et-Principe située au nord de l'île de São Tomé, dans le district de Mé-Zóchi. C'est une ancienne roça.

## Population
Lors du recensement de 2012, 47 habitants y ont été dénombrés.

## Roça
De petite dimension, elle est de type roça-terreiro, organisée autour d'un espace central.

Photographies et croquis réalisés en 2011 mettent en évidence la disposition des bâtiments, leurs dimensions et leur état à cette date.